# Dossiers H
Dossiers H est une collection éditoriale française créée par Dominique de Roux en 1975. Elle a été dirigée notamment par Jacqueline de Roux, Jean-Marie Benoist et François Denoël. D'abord publiée chez Panthéon Press France (Paris), elle a été reprise par les éditions L'Âge d'Homme (Lausanne, Paris). Chaque volume est consacré à un auteur ou penseur de renommée et un directeur de publications rassemble une série d'articles rédigés par des spécialistes offrant des informations biographiques, des analyses des œuvres, des témoignages ou entretiens, etc.

## Dossiers H
- Personnalités
  - Saint Augustin
  - Léon Bloy
  - Pierre Boutang
  - Charles-Albert Cingria
  - René Daumal
  - Joseph Delteil
  - John Donne
  - Julius Evola
  - Pierre Gripari
  - René Guénon
  - Sacha Guitry
  - Knut Hamsun
  - Ernst Jünger
  - Georges Ivanovitch Gurdjieff
  - Nikolaï Leskov
  - Joseph de Maistre
  - Youakim Moubarac
  - Les Péladan (Joséphin Peladan, Adrien Péladan, etc.)
  - François Perroux
  - Dominique de Roux
  - Frithjof Schuon
  - Alexandre Vialatte
  - Vladimir Volkoff
  - Max Stirner
  - René Adolphe Schwaller de Lubicz
  - Henri Ronse
  - Michel Henry
- Mouvements littéraires
  - Dada
  - Les écrivains de la guerre d'Espagne